# Eduardo Nascimento
Eduardo Nascimento (Luanda, 26 giugno 1943 – Lisbona, 22 novembre 2019) è stato un cantante angolano naturalizzato portoghese.
Rappresentò il Portogallo all'Eurovision Song Contest 1967 con il brano O vento mudou, classificandosi al 12º posto.

## Biografia
Nato a Luanda, all'epoca dell'Angola portoghese, fondò nel 1962 con altri quattro musicisti la band Os Rocks, che in Portogallo prese parte a diversi festival, pubblicando il primo EP, Wish I May, nel 1966.
Nel 1967 Nascimento gareggiò come solista al Festival da Canção, vincendo la manifestazione grazie al brano O vento mudou. Con esso rappresentò anche il Portogallo all'Eurovision Song Contest 1967, piazzandosi 12º: fu il primo cantante nero maschio nella storia della kermesse (era stato preceduto soltanto da una donna, l'olandese Milly Scott, in gara per i Paesi Bassi nell'edizione dell'anno prima). Con gli Os Rocks pubblicò un secondo EP, Don't Blame Me, tornando quindi nel 1969 in Angola, dove non proseguì la carriera musicale dopo lo scioglimento della band, anche se nel 1996 fu coinvolto insieme ad altri artisti nell'incisione di un album intitolato Borboleta brasileira.
Nei primi mesi del 2019 si esibì come ospite al Festival da Canção. Nascimento morì a Lisbona il 22 novembre dello stesso anno, dopo una lunga malattia.

## Discografia

### Con gli Os Rocks

#### EP
- 1966 - Wish I May
- 1968 - Don't Blame Me

### Solista

#### EP
- 1967 - O vento mudou

### Collaborazioni
- 1996 - Borboleta brasileira (con Julio Martins Zoá, Frederico Baumann e altri)